# 스티븐 허프

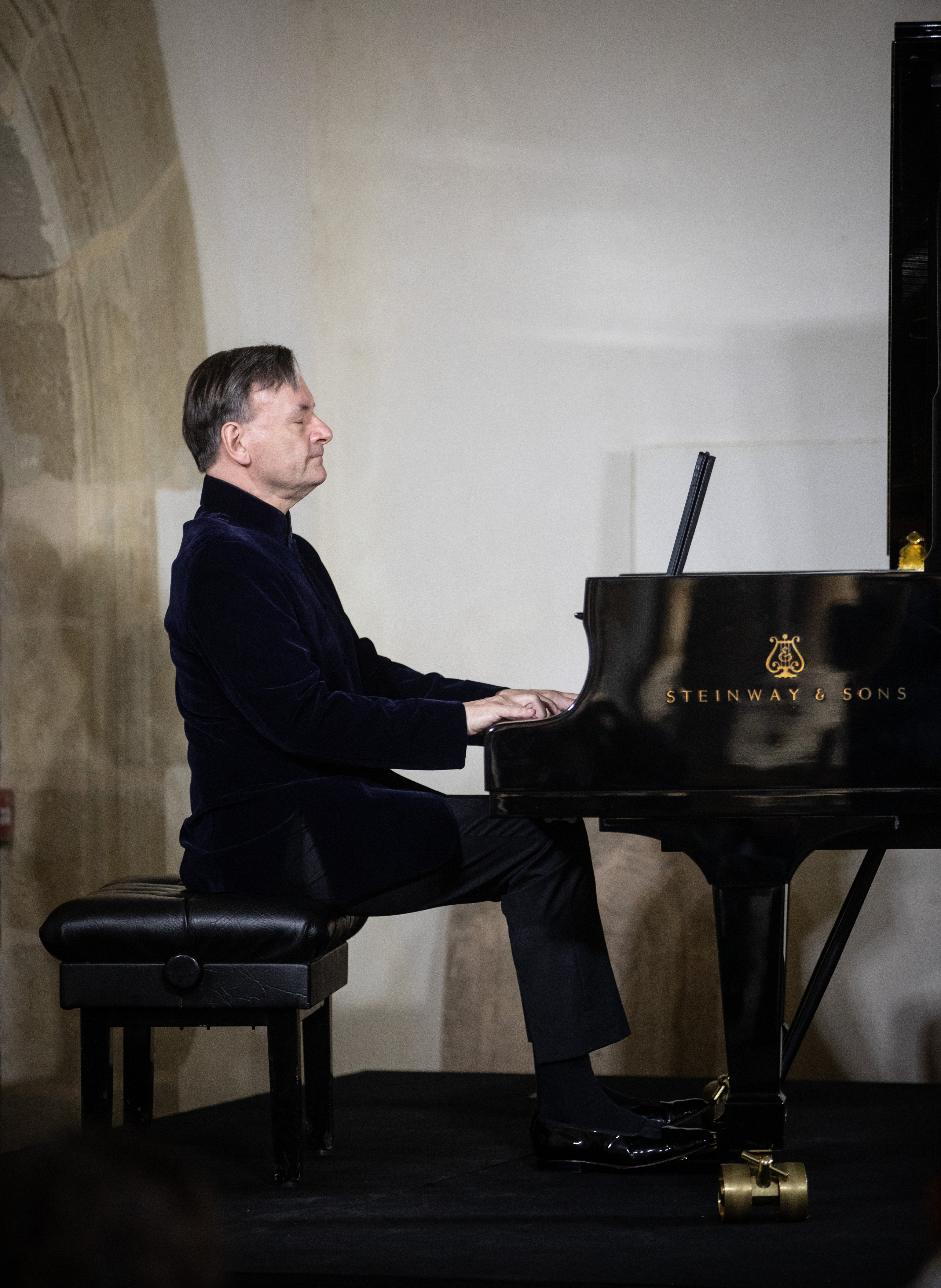
스티븐 허프 (2021년)

스티븐 허프 경(영어: Sir Stephen Hough, CBE, 1961년 11월 22일 ~ )은 영국 태생의 클래식 피아니스트, 작곡가 및 작가이다. 그는 2005년에 호주 시민이 되었기 때문에 이중 국적을 가지고 있다(그의 아버지는 1926년 호주에서 태어났다).
허프는 위럴반도의 헤스월(Heswall)에서 태어나 5세에 피아노 레슨을 시작했다. 호주에서 태어난 그의 아버지는 54세의 나이로 사망하기 전까지 브리티시 스틸(British Steel)의 기술 담당자로 일했다. 어린 나이에 허프는 약 100개의 동요를 외울 수 있었고, 많은 간청 끝에 그의 부모는 집에 사용할 중고 피아노를 동네 골동품점에서 5파운드에 구입하기로 했다. 12살 때 그는 강도 사건으로 촉발된 "작은 신경 쇠약"으로 고통받아 거의 1년 동안 학교를 쉬게 되었다. 그는 맨체스터의 체텀즈 음악학교(Chetham's School of Music)에서 공부했는데 "썩 멋진 곳은 아니었다"라고 회고했다. 그 후로는 왕립북부음악대학(RNCM; Royal Northern College of Music)에서 공부했다. 1978년, 그는 BBC 올해의 젊은 음악가 콩쿠르에서 결선에 진출했고 피아노 부문에서 우승했다. 1982년에는 영국에서 테렌스 저드 상(Terence Judd Award)을 수상했다. 1983년 그는 뉴욕에서 열린 나움버그 국제 피아노 콩쿠르(Naumburg International Piano Competition)에서 1위를 차지했다.
허프는 왕립 필하모닉 협회(Royal Philharmonic Society)의 율리우스 이설리스 장학생(Julius Isserlis Scholarship)으로 뽑혀 미국으로 유학해 줄리어드 학교에서 석사 학위를 받았다. 그는 Heather Slade-Lipkin, Gordon Green, Adele Marcus, Martin Canin, Derrick Wyndham 등에게 교육을 받았다.
허프는 저명한 독주자이자 작곡가이자 필사자이기도 하며, 종종 리사이틀에 자신의 작품을 포함한다. 그는 30편이 넘는 작품을 발표했다. 2007년 3월 스티븐 이설리스(Steven Isserlis)를 위해 작곡한 그의 첼로 협주곡 초연이 열렸고 같은 해 여름에는 웨스트민스터 사원 과 웨스트민스터 대성당 에서 그가 그들을 위해 작곡한 미사를 연주했다. 2009년에는 피콜로, 콘트라바순, 피아노를 위한 그의 트리오 'Was mit den Traenen geschieht'가 베를린 필하모닉의 연주로 초연되었다. 그의 노래 사이클 'Herbstlider'(2007)와 'Other Love Songs'(2010) 및 'Dappled Things'(2016)는 The Prince Consort의 멤버들에 의해 초연되었다. 그의 '피아노를 위한 소나타(부러진 가지)'는 2011년 위그모어 홀에서 자신이 초연했다. 2012년 인디애나폴리스 심포니 오케스트라와 심포닉 합창단은 그의 Missa Mirabilis의 오케스트라 버전을 세계 초연했다. 이 작품은 2015년 하이페리온 레코드(Hyperion Records)에서 콜로라도 심포니와 앤드류 리튼(Andrew Litton)지휘로 녹음하기도 했다. 그는 독주 피아노를 위한 4개의 소나타를 작곡했다. 2020년 그의 에세이 《러프 아이디어(Rough Ideas)》는 왕립 필하모닉 협회상 스토리텔링 부문을 수상했다.
허프는 60개 이상의 CD를 녹음했으며, 그의 가장 주목할만한 것 중 하나는 4개의 라흐마니노프 피아노 협주곡 세트와 당시 음악 감독인 앤드류 리튼의 지휘 아래 달라스 심포니 오케스트라 와 라이브 공연 중에 녹음된 파가니니 주제에 관한 광시곡이다. 이 녹음으로 허프는 7번째 그라모폰 상과 Classical BRIT Critics Award를 수상했다.
그가 녹음한 5개의 생상스 협주곡은 2001년 올해의 그라모폰 레코드를 수상했으며 나중에 시상식 제정 30주년을 기념하는 설문조사에서는 골드 디스크로 선정되었다.
그는 런던 왕립음악원(RAM)의 피아노 객원교수이자 모교인 RNCM의 국제 피아노 연구 학과장이다. 그는 또한 줄리어드 학교의 교수이기도 하다.

## 서훈
- 2014년 대영 제국 훈장 3등급 (CBE) 수훈[9]
- 2022년 기사작위(Knight Bachelor) 서임[10]